# Tyler McGill
Tyler McGill (Champaign (Illinois), 18 augustus 1987) is een Amerikaanse voormalig zwemmer die gespecialiseerd was in de vlinderslag en de vrije slag. Hij vertegenwoordigde zijn vaderland op de Olympische Zomerspelen 2012 in Londen. McGill studeerde aan en zwom voor de universiteit van Auburn. Hij is vijfvoudig All-American, een erkenning voor universiteitssporters die de NCAA-finale op één of meerdere onderdelen halen.

## Carrière
Hij plaatste zich in 2009 als tweede Amerikaan, na Michael Phelps, voor de wereldkampioenschappen op de 100 meter vlinderslag. Zijn tijd van 51,06 die hij in de finale van de Amerikaanse trials zwom, was op dat moment de zesde tijd ooit. Op die wereldkampioenschappen scherpte McGill z'n persoonlijk record in de series aan tot 50,90 en plaatste hij zich met Michael Phelps als gedeeld tweede voor de halve finales. In de halve finale zwom hij met 51,07 de achtste tijd en plaatste zich zo slechts op het nippertje voor de finale. In de finale kwam McGill er op geen enkel moment aan te pas, hij zwom opnieuw trager dan in z'n vorige race en eindigde uiteindelijk zevende in een tijd van 51,42. Op de 4x100 meter wisselslag zwom hij samen met Matt Grevers, Mark Gangloff en Nathan Adrian in de series, in de finale legden Aaron Peirsol, Eric Shanteau, Michael Phelps en David Walters beslag op de wereldtitel. Voor zijn aandeel in de series werd McGill beloond met de gouden medaille.
Tijdens de Pan Pacific kampioenschappen zwemmen 2010 in Irvine veroverde de Amerikaan, achter Michael Phelps, de zilveren medaille op de 100 meter vlinderslag, daarnaast eindigde hij als elfde op de 50 meter vlinderslag en werd hij uitgeschakeld in de series van de 50 meter vrije slag. In Dubai nam McGill deel aan de wereldkampioenschappen kortebaanzwemmen 2010, op dit toernooi strandde hij in de series van zowel de 50 als de 100 meter vlinderslag. Samen met David Plummer, Mark Gangloff en Josh Schneider vormde hij een team in de series van de 4x100 meter wisselslag, in de finale sleepten Nick Thoman, Mihail Alexandrov, Ryan Lochte en Garrett Weber-Gale de wereldtitel in de wacht. Voor zijn inspanningen in de series ontving McGill eveneens de gouden medaille.
Op de wereldkampioenschappen zwemmen 2011 in Shanghai legde de Amerikaan, achter landgenoot Michael Phelps en de Pool Konrad Czerniak, beslag op de bronzen medaille op de 100 meter vlinderslag. Op de 4x100 meter wisselslag zwom hij samen met David Plummer, Eric Shanteau en Garrett Weber-Gale in de series, in de finale veroverden Nick Thoman, Mark Gangloff, Michael Phelps en Nathan Adrian de wereldtitel. Voor zijn aandeel in de series werd McGill beloond met de gouden medaille.
Tijdens de Olympische Zomerspelen van 2012 in Londen eindigde McGill als zevende op de 100 meter vlinderslag. Samen met Nick Thoman, Eric Shanteau en Cullen Jones zwom hij in de series van de 4x100 meter wisselslag, in de finale sleepten Matt Grevers, Brendan Hansen, Michael Phelps en Nathan Adrian de gouden medaille in de wacht. Vanwege zijn deelname aan de series mocht ook McGill de gouden medaille in ontvangst nemen.

## Belangrijkste resultaten
| Jaar | Olympische Spelen                                                     | WK langebaan                                                                                | WK kortebaan                                                                                 | PanPacs                                                     |
| ---- | --------------------------------------------------------------------- | ------------------------------------------------------------------------------------------- | -------------------------------------------------------------------------------------------- | ----------------------------------------------------------- |
| 2009 |                                                                       | 35e 50m vlinderslag · 7e 100m vlinderslag · 4x100m wisselslag · McGill zwom enkel de series |                                                                                              |                                                             |
| 2010 |                                                                       |                                                                                             | 15e 50m vlinderslag · 10e 100m vlinderslag · 4x100m wisselslag · McGill zwom enkel de series | 18e 50m vrije slag · 11e 50m vlinderslag · 100m vlinderslag |
| 2011 |                                                                       | 100m vlinderslag · 4x100m wisselslag · McGill zwom enkel de series                          |                                                                                              |                                                             |
| 2012 | 7e 100m vlinderslag · 4x100m wisselslag · McGill zwom enkel de series |                                                                                             | geen deelname                                                                                |                                                             |

## Persoonlijke records

### Kortebaan
| Afstand          | Tijd    | Datum            | Plaats     |
| ---------------- | ------- | ---------------- | ---------- |
| 50m vlinderslag  | 23,10   | 22 oktober 2011  | Berlijn    |
| 100m vlinderslag | 50,47   | 23 oktober 2011  | Berlijn    |
| 200m vlinderslag | 1.53,17 | 19 december 2009 | Manchester |

### Langebaan
| Afstand          | Tijd    | Datum            | Plaats       |
| ---------------- | ------- | ---------------- | ------------ |
| 50m vrije slag   | 22,25   | 3 augustus 2013  | Irvine       |
| 100m vrije slag  | 49,43   | 10 juli 2009     | Indianapolis |
| 200m vrije slag  | 1.53,27 | 18 februari 2011 | Columbia     |
| 50m vlinderslag  | 23,80   | 26 juni 2013     | Indianapolis |
| 100m vlinderslag | 50,90   | 31 juli 2009     | Rome         |
| 200m vlinderslag | 1.58,87 | 21 augustus 2007 | Chiba        |